# Средња школа „Прокоповић” Ниш
Средња школа „Прокоповић” једна је од средњих школа у Нишу и прва у приватном власништву у југоисточној Србији. Налази се у улици Девета бригада 6.

## Историјат
Средња школа „Прокоповић” је основана као прва школа у приватном власништву у Нишу и југоисточној Србији. Садржи образовне профиле у четворогодишњем трајању: Економски техничар, Финансијски техничар, Правни техничар, Туристички техничар, Туристичко хотелијерски техничар, Кулинарски техничар, Гимназија – општи смер, Конобар, Физиотерапеутски техничар, Медицинска сестра – техничар, Медицинска сестра – васпитач и Зубни техничар. Поред редовне држе и ванредну наставу и врше преквалификацију и доквалификацију полазника.